# Australian Women's Open
L'Australian Women's Open è un torneo del World Women's Tour di snooker, che si è disputato nel 2019 a Sydney, in Australia.

## Albo d'oro
| Edizione      | Vincitore              | Finalista     | Risultato     | Stagione  | Città  | Impianto                                  | Note  |
| ------------- | ---------------------- | ------------- | ------------- | --------- | ------ | ----------------------------------------- | ----- |
| 2019          | Nutcharut Wongharuthai | Ng On-yee     | 4 - 2         | 2019-2020 | Sydney | Mount Pritchard & District Community Club | [ 2 ] |
| Non disputato | Non disputato          | Non disputato | Non disputato | 2020-2021 |        |                                           |       |
| 2021          |                        |               |               | 2021-2022 | Sydney | Mount Pritchard & District Community Club |       |

## Statistiche

### Finalisti
| N° | Giocatore              | Vittorie | Finali perse | Totale |
| -- | ---------------------- | -------- | ------------ | ------ |
| 1  | Nutcharut Wongharuthai | 1        | 0            | 1      |
| 2  | Ng On-yee              | 0        | 1            | 1      |

### Finalisti per nazione
| N° | Nazione    | Vittorie | Finali perse | Totale |
| -- | ---------- | -------- | ------------ | ------ |
| 1  | Thailandia | 1        | 0            | 1      |
| 2  | Hong Kong  | 0        | 1            | 1      |

- Vincitrice più giovane: Nutcharut Wongharuthai (20 anni, 2019)
- Vincitrice più anziana: Nutcharut Wongharuthai (20 anni, 2019)